# Alice Seeley Harris
Alice Seeley Harris (Malmesbury, 24 de maig de 1870 - Guildford, 24 de novembre de 1970) va ser una missionera anglesa i una pionera de la fotografia documental. La seva obra va ajudar a demostrar les violacions de drets humans a l'Estat Lliure del Congo sota el règim del rei Leopold II de Bèlgica.

## Biografia
Alice Seeley va néixer a Malmesbury, filla d'Aldred i Caroline Seeley. La seva germana, Caroline Alfreda, fou mestra d'escola.
El 1894 va conèixer el seu futur marit John Harris. El 1897, després de set anys intentant-ho, Seeley va ser acceptada per a viatjar a l'Estat Lliure del Congo. Poc després, Alice i John es van casar el 6 de maig de 1898 a Londres. Van tenir quatre fills: Alfred John, Margaret Theodora, Katherine Emmerline «Bay» i Noel Lawrence.
Quatre dies després, com a lluna de mel, Seeley i John Harris van navegar amb el SS Camerun cap a l'Estat Lliure del Congo com a missioners de la Missió Congo-Balolo. Van arribar al Congo tres mesos més tard, el 4 d'agost de 1898, i després van viatjar a la Missió Station Ikau, prop del riu Lulonga, un afluent del riu Congo a la regió tribal de Balolo. Més endavant, del 1901 al 1905, van romandre a la Missió Station de Baringa, a l'actual República Democràtica del Congo, a la vora del riu Maringa.
Seeley va quedar consternada i entristida pel que hi va observar i va iniciar una campanya perquè es reconeguessin els drets humans dels indígenes congolesos.

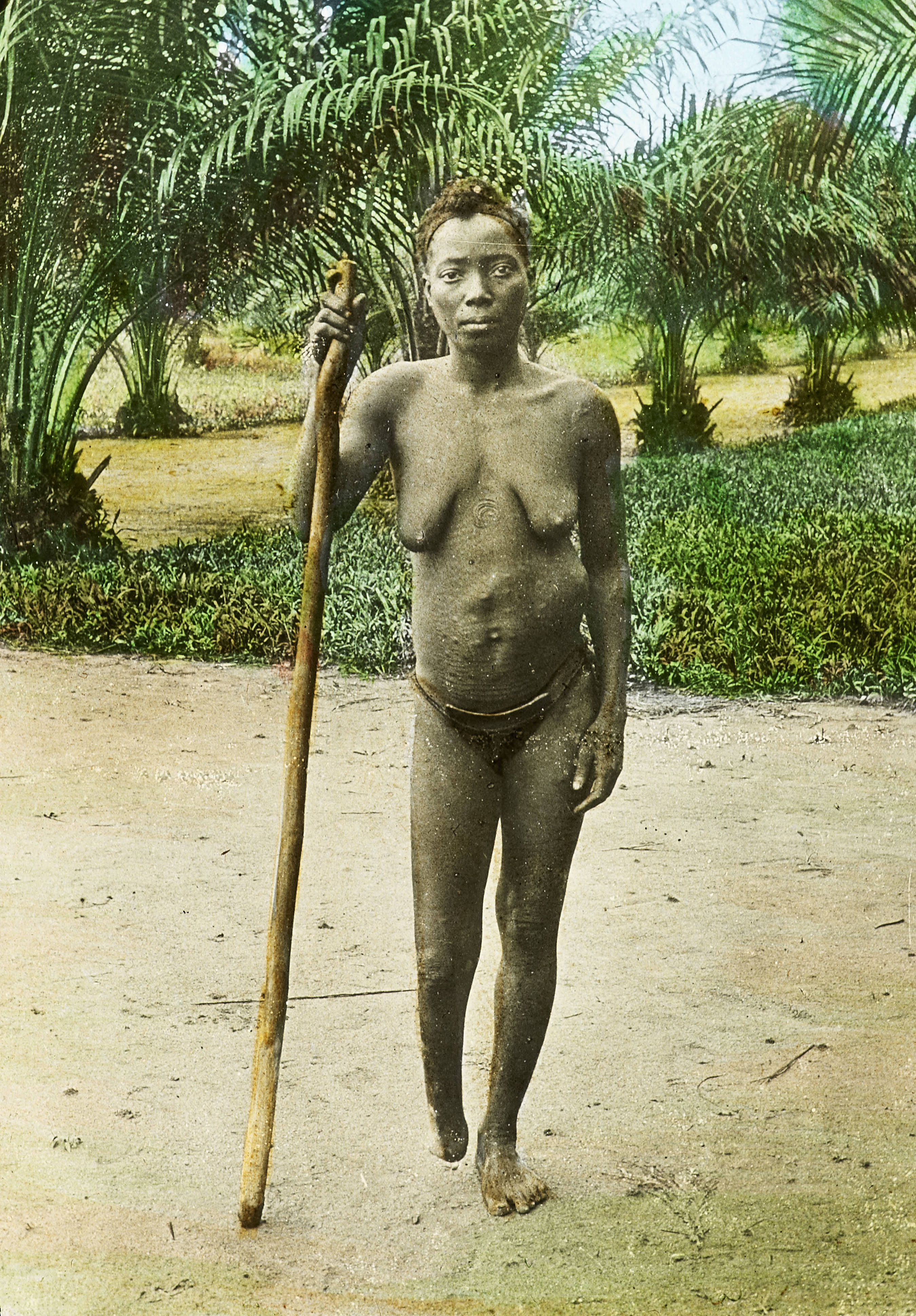
Diapositiva titulada Les atrocitats del Congo que mostra una dona jove mutilada

Durant la seva estada al Congo, Seeley va ensenyar anglès als infants, però la seva contribució més important va ser fotografiar les ferides que van patir els indígenes congolesos a mans dels soldats del rei Leopold II de Bèlgica, que explotava la població local en pro dels beneficis obtinguts de la demanda de cautxú per a la fabricació de pneumàtics. Els mètodes de coacció incloïen flagel·lacions, raptes, violacions, assassinats i crema de pobles.

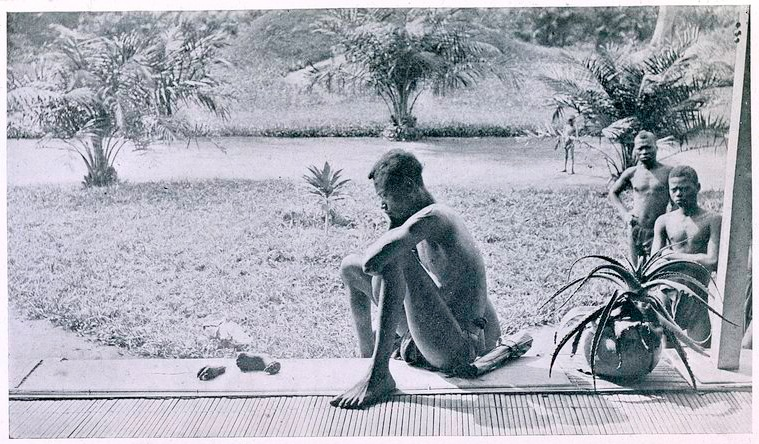
Un pare observa les mans i els peus amputats de la seva filla de cinc anys

Al començament, les fotografies de Seelley es van utilitzar a Regions Beyond, la revista de la Missió Congo Balolo. El 1902, els Harris van tornar temporalment a Gran Bretanya. El 1904, les fotografies van obtenir una major difusió a través de Congo Slavery i King Leopold's rule in Africa de Edmund Dene Morel. El mateix any es va fundar l'organització Congo Reform Association.
El desembre de 1906, el diari New York American va utilitzar les fotografies de Seeley per a il·lustrar articles sobre les atrocitats al Congo. El 1910, els Harris es van convertir en secretaris de l'organització Anti-Slavery and Aborigines' Protection Society.
El novembre de 1908, Leopold II va cedir l'administració de l'Estat Lliure del Congo al govern belga, creant així la colònia del Congo Belga. Els Harris van tornar al Congo el 1911. Van observar una millora de les condicions en el tractament dels nadius i més endavant van publicar un llibre, Present Conditions in the Congo, il·lustrat amb les fotografies de Seelley.
El 1970, Seelley va complir 100 anys i va ser entrevistada a la BBC Radio 4 en un programa anomenat Women of Our Time. Va ser la primera centenària a formar part de la Frome Society for Local Study que va col·locar una placa a prop del lloc on vivia a Frome.